# Cedusa grancara
Cedusa grancara är en insektsart som beskrevs av Kramer 1986. Cedusa grancara ingår i släktet Cedusa och familjen Derbidae. Inga underarter finns listade i Catalogue of Life.